# Lituânia na Universíada de Verão de 2021
A Lituânia participou da Universíada de Verão de 2021, que aconteceu em Chengdu, na China, entre 28 de julho e 8 de agosto de 2023.
Foram 36 atletas — 24 masculinos e 12 femininos — em seis modalidades olímpicas.

## Competidores
Estas foram as modalidades e atletas que disputaram a edição:
| Esporte     | Masculino | Feminino | Total |
| ----------- | --------- | -------- | ----- |
| Atletismo   | 4         | 5        | 9     |
| Basquetebol | 12        | 0        | 12    |
| Esgrima     | 0         | 1        | 1     |
| Judo        | 1         | 2        | 3     |
| Natação     | 4         | 1        | 5     |
| Remo        | 3         | 3        | 6     |
| Total       | 24        | 12       | 36    |

## Medalhas
Estes foram os medalhistas desta edição:
| Martyna Kazlauskaitė | Ugnė Juzėnaitė |

| Mantas Juškevičius | Domantas Maročka |

### Por modalidade
Estas foram as medalhas por modalidade nesta edição:
| Esporte   | Medalha de ouro | Medalha de prata | Medalha de bronze | Total de medalhas |
| --------- | --------------- | ---------------- | ----------------- | ----------------- |
| Natação   | 3               | 1                | 2                 | 6                 |
| Remo      | 2               | 1                | 0                 | 3                 |
| Atletismo | 1               | 2                | 0                 | 3                 |
| Total     | 6               | 4                | 2                 | 12                |